# Sonnevend Pál
Sonnevend Pál (Budapest, 1971. november 16. –) az Eötvös Loránd Tudományegyetem Állam- és Jogtudományi Kar oktatója és jelenlegi dékánja.

## Családja
Unokatestvére, Sonnevend Júlia, esztéta az Egyesült Államokban.

## Tanulmányai
1995-ben szerzett jogi diplomát az ELTE Állam- és Jogtudományi Karon.
1996-ban LLM-fokozatot szerzett a heidelbergi Ruprecht Karl Egyetemen. 
1995 és 1997 között, majd 2002 és 2003 között összehasonlító alkotmányjogi és nemzetközi jogi kutatásokat folytatott az heidelbergi Max Planck Intézetben.
2005-ben védte meg a Heidelbergi Egyetemen az Eigentumsschutz und Sozialversicherung című doktori disszertációját. Később a fokozatát az ELTE PhD-fokozatként honosította.

## Karrier
1997 és 2000 között főtanácsadóként dolgozott az Alkotmánybíróságon. Majd 2000 és 2010 között pedig munkatársként, majd az alkotmányügyi és jogi főosztály vezetőjeként a Köztársasági Elnöki Hivatalban. 
1998 óta másodállásban, illetve 2010 óta teljes állásban tanít az ELTE ÁJK Nemzetközi Jogi Tanszékén.
2016-ban nevezték ki tanszékvezetőnek. 
2003 és 2009 között a University of California budapesti programjának előadója volt. 
2013-tól Magyarország perképviselője a hágai Nemzetközi Bíróság előtt a bős-nagymarosi vízlépcsőperben, ugyanettől az évtől az Európai Biztonsági és Együttműködési Szervezet (EBESZ) keretében működő Court of Conciliation and Arbitration tagja.
2019. július 1-től az ELTE ÁJK dékánja.

## A közéletben
2021-ben a Mandinerben jelent meg egy vele készült interjú, amiben azt nyilatkozta, hogy „Egy demokratikus alkotmány sosem értéksemleges”.

## Publikációk
- Sonnevend, P. (2020). How Not to Become Hegemonial: Self-preservation through Verfassungsdogmatik. VERFASSUNGSBLOG : ON MATTERS CONSTITUTIONAL x Paper: how-not-to-become-hegemonial